# Escut de la Torre de les Maçanes
L'escut de la Torre de les Maçanes és un símbol representatiu oficial de la Torre de les Maçanes, municipi del País Valencià, a la comarca de l'Alacantí. Té el següent blasonament:
| « | Escut quadrilong de punta redona, partit. Al primer quarter, d'or, quatre pals de gules. Al segon quarter, de sinople, una torre d'or maçonada i aclarida de sable, amb dues cases d'or (maçanes) col·locades en pal. A l'entat en punta, en camp d'atzur, una flor de lis d'or. Al timbre, corona reial oberta. | » |

## Història
L'escut es va aprovar per Resolució de 3 de febrer de 2003, del conseller de Justícia i Administracions Públiques, publicada en el DOGV núm. 4.461, de 17 de març de 2003.
L'escut mostra les armes del Regne de València, en record de la seva condició de vila reial. La torre i les cases o maçanes són un senyal parlant referent al topònim de la localitat; la torre al·ludeix també a l'edifici almohade, símbol de la vila. La flor de lis fou un privilegi concedit per Felip V, quan el 1708 reedificà de nou la població després d'haver estat destruïda per les tropes austriacistes durant la guerra de Successió.